# Де Вал, Ян
Ян де Валь (нидерл. Johan de Wal; 3 апреля 1816, Франекер — 7 февраля 1892, Арнем) — нидерландский юрист.

## Биография
Был до 1870 года профессором права в Лейдене. После этого он переехал в Гаагу, где назначен президентом государственной комиссии для составления, после отмены в Голландии смертной казни, нового уложения о наказаниях.

## Публикации
Среди его сочинений:
- «Aanteekeningen en bedenkingen op het ontwerp van het wetboek van strafregt» (Ассен, 1839);
- «Bydragen tol de geschiedenes en oudheden van Drenthe» (Гронинген, 1842);
- «Orationes academicae» (Лейден, 1851);
- «Het Nederlandsche handelsregt» (1863—70, 3 т.).

Кроме того, им изданы: «Lex Frisionum, Lex Angliorum et Werinorum» (Амстердам и Лейден, 1850).
Своими же «Материалами к литературе истории гражданского процесса», написанными на немецком языке, Валь приобрёл известность и вне пределов своего отечества.

## Источник
- Валь, Ян // Энциклопедический словарь Брокгауза и Ефрона : в 86 т. (82 т. и 4 доп.). — СПб., 1890—1907.